# Skuhrov nad Bělou
Skuhrov nad Bělou är en ort i Tjeckien. Den ligger i den nordöstra delen av landet, 130 km öster om huvudstaden Prag. Skuhrov nad Bělou ligger 383 meter över havet och antalet invånare är 1 060.
Terrängen runt Skuhrov nad Bělou är platt åt sydväst, men åt nordost är den kuperad. Runt Skuhrov nad Bělou är det ganska tätbefolkat, med 72 invånare per kvadratkilometer. Närmaste större samhälle är Rychnov nad Kněžnou, 7,5 km söder om Skuhrov nad Bělou. Omgivningarna runt Skuhrov nad Bělou är en mosaik av jordbruksmark och naturlig växtlighet.